# هارت ویل (میزوری)
هارت ویل (به انگلیسی: Hartville) یک شهر در ایالات متحده آمریکا است که در شهرستان رایت، میزوری واقع شده‌است. هارت ویل ۱٫۷۱ کیلومتر مربع مساحت و ۶۱۳ نفر جمعیت دارد و ۳۶۳ متر بالاتر از سطح دریا قرار دارد.